# Stanisław Wilk

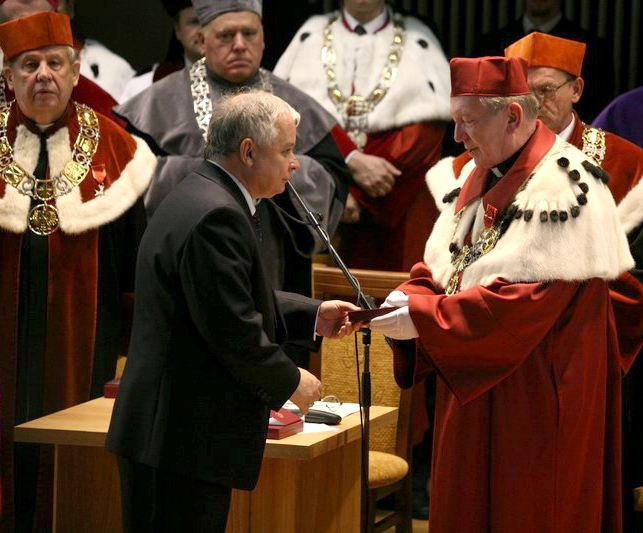
Stanisław Wilk im Ornat des Rektors

Stanisław Wilk SDB (* 18. Mai 1944 in Straszowa Wola, bei Opoczno) ist Rektor der Katholischen Universität Lublin.
1959 trat er in das Noviziat der Salesianer Don Boscos ein und legte im Jahr darauf seine erste Profess ab. Nach den philosophischen und theologischen Studien empfing er 1969 die Priesterweihe.
Selbst Student der Katholischen Universität Lubin, erwarb er dort 1972 den Magister- und Lizentiatstitel, 1982 das Doktorat und 1993 die Habilitation. Von 1993 bis 1996 war er Prodekan der Theologischen Fakultät, von 1996 bis 2004 Prorektor und seit 2004 Rektor dieser Universität.
Seine Forschungsschwerpunkte liegen in der polnischen Kirchengeschichte und der Geschichte der Salesianer Don Boscos.